# Ліщавка

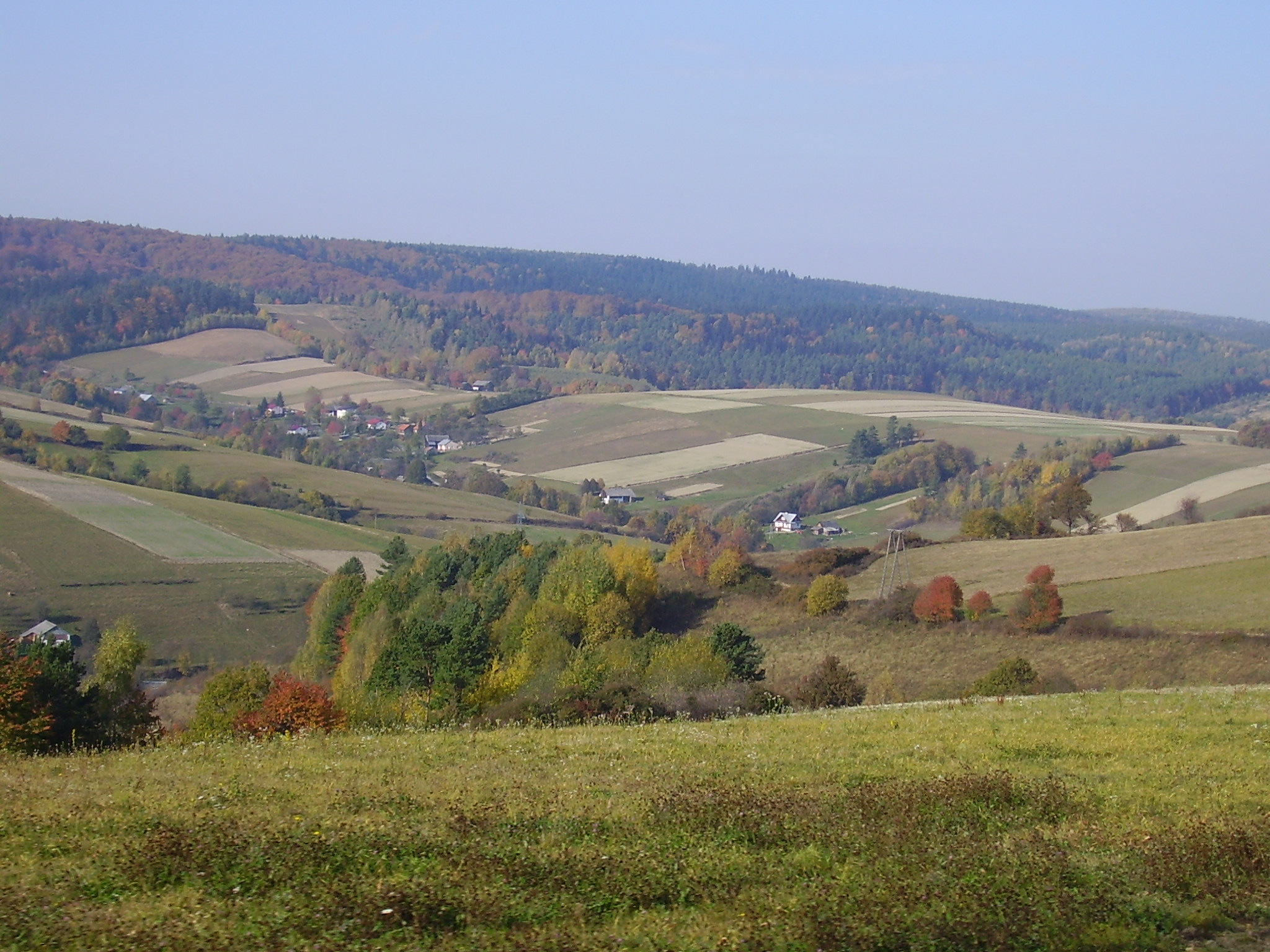
Вид на долину Ліщавки

Ліщавка (пол. Leszczawka) — село в Польщі, у гміні Бірча Перемишльського повіту Підкарпатського воєводства.
Населення — 277 осіб (2011).
В околицях Ліщавки відкрито багаті поклади діатоміту, не використовуються.

## Географія
Село розташоване на відстані 8 кілометрів на південний захід від центру гміни села Бірчі, 31 кілометр на південний захід від центру повіту міста Перемишля і 53 кілометри на південний схід від столиці воєводства — міста Ряшіва.

## Історія
В XI-XIII століттях на цих землях існувало Перемишльське руське князівство зі столицею в Перемишлі, яке входило до складу Галицького князівства, а пізніше Галицько-Волинського князівства.
Після захоплення цих земель Польщею територія в 1340–1772 роках входила до складу Перемишльської землі Руського воєводства Королівства Польського.
В 1618 році в селі збудовано церкву святого Михаїла Архангела, відновлену в 1763-1766 роках та розібрану в 70-х роках 20 століття.
В 1772 році внаслідок першого поділу Польщі село Ліщавка відійшло до імперії Габсбургів.
Після розпаду Австро-Угорщини і утворення Другої Речі Посполитої це переважно населене українцями село Надсяння опинилося по польському боці розмежування, що було закріплено в Ризькому мирному договорі 1921 року. Село входило до ґміни Кузьміна Добромильського повіту Львівського воєводства. На 1.01.1939 в селі було 890 жителів, з них 460 українців-грекокатоликів, 380 українців-римокатоликів, 40 поляків і 10 євреїв
Після нападу 1 вересня 1939 року Третього Рейху на Польщу й початку Другої світової війни та вторгнення СРСР до Польщі 17 вересня 1939 року Ліщавка, що знаходиться на правому, східному березі Сяну, разом з іншими навколишніми селами відійшла до СРСР і ввійшла до складу Бірчанського району (районний центр — Бірча) утвореної 27 листопада 1939 року Дрогобицької області УРСР (обласний центр — місто Дрогобич).
З початком німецько-радянської війни село вже в перший тиждень було зайняте військами вермахту.
В кінці липня 1944 року село було зайняте Червоною Армією.
13 серпня розпочато мобілізацію українського населення Дрогобицької області до Червоної Армії (облвоєнком — підполковник Карличев).
В березні 1945 року Ліщавка, як і весь Бірчанський район з районним центром Бірча, Ліськівський район з районним центром Лісько та західна частина Перемишльського району включно з містом Перемишль зі складу Дрогобицької області передані Польщі.
Москва підписала й 16 серпня 1945 року опублікувала офіційно договір з Польщею про встановлення лінії Керзона українсько-польським кордоном та, незважаючи на бажання українців залишитись на рідній землі, про передбачене «добровільне» виселення приблизно одного мільйона українців з «Закерзоння», тобто Підляшшя, Холмщини, Надсяння і Лемківщини.,
Розпочалося виселення українців з рідної землі. Проводячи депортацію, уряд Польщі, як і уряд СРСР, керувалися Угодою між цими державами, підписаною в Любліні 9 вересня 1944 року, але, незважаючи на текст угоди, у якому наголошувалось, що «Евакуації підлягають лише ті з перелічених (…) осіб, які виявили своє бажання евакуюватися і щодо прийняття яких є згода Уряду Української РСР і Польського Комітету Національного Визволення. Евакуація є добровільною і тому примус не може бути застосований ні прямо, ні посередньо. Бажання евакуйованих може бути висловлено як усно, так і подано на письмі.», виселення було примусовим і з застосуванням військових підрозділів.
Українська Повстанська Армія намагалась захистити мирне українське населення від примусової депортації польською армією та не дати польській владі заселювати звільнені господарства поляками.
Українське населення села, якому вдалося уникнути депортації до СРСР, попало в 1947 році під етнічну чистку під час проведення Операції «Вісла» і було виселено на ті території у західній та північній частині польської держави, що до 1945 належали Німеччині.
У 1975-1998 роках село належало до Перемишльського воєводства.

## Населення
Демографічна структура станом на 31 березня 2011 року:
|          | Загалом | Допрацездатний вік | Працездатний вік | Постпрацездатний вік |
| -------- | ------- | ------------------ | ---------------- | -------------------- |
| Чоловіки | 150     | 39                 | 93               | 18                   |
| Жінки    | 127     | 28                 | 59               | 40                   |
| Разом    | 277     | 67                 | 152              | 58                   |

- 1785 — 204 греко-католики, 125 римо-католиків та 11 юдеїв
- 1840 — 413 греко-католиків (відсутні дані про мешканців інших конфесій)
- 1859 — 312 греко-католиків
- 1879 — 217 греко-католиків
- 1899 — 478 греко-католиків
- 1926 — 510 греко-католиків
- 1929 — 774 мешканці
- 1938 — 422 греко-католики
- 2006 — 298 мешканців